# Wotanulumado
Wotanulumado is een bestuurslaag in het regentschap Flores Timur van de provincie Oost-Nusa Tenggara, Indonesië. Wotanulumado telt 579 inwoners (volkstelling 2010).